# 徳川光子
徳川 光子（とくがわ あきこ、1819年6月19日（文政2年閏4月27日） - 1906年（明治39年）10月26日）は、江戸時代後期から明治時代の女性。田安徳川家当主・徳川慶頼の正室。父は閑院宮孝仁親王。母は鷹司吉子。
旧名は佳子女王（よしこじょおう）。幼称は睦宮。別名は直子。睦宮佳子とも表記される。

## 生涯
閑院宮孝仁親王の三女として生まれる。母は鷹司政煕の娘である鷹司吉子。1846年（弘化3年）に江戸で田安徳川家当主・徳川慶頼の正室となる。
1906年（明治39年）10月26日、死去。享年87。墓所は東京都台東区の寛永寺。